# Bacia do Norte da Austrália

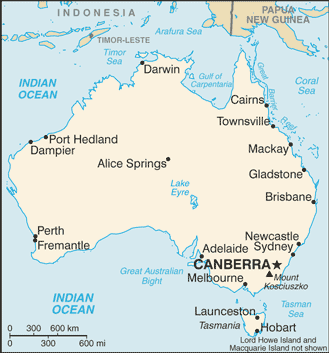
NAB está no Oceano Índico, no noroeste da Austrália

A Bacia do Norte da Austrália (NAB) é uma bacia oceânica no canto mais oriental do Oceano Índico, entre o noroeste da Austrália e a Indonésia. Também era conhecida como Planície do Argo e outro nome sugerido é Planície Abissal de Argo. Foi descoberto pelo navio de pesquisa norte-americano "Argo" do Scripps Institution of Oceanography em 1960. Deve ser distinguida de uma bacia sedimentar australiana com o mesmo nome.